# 1954.
◄ | 19. stoljeće | 20. stoljeće | 21. stoljeće | ►
◄ | 1920-ih | 1930-ih | 1940-ih | 1950-ih | 1960-ih | 1970-ih | 1980-ih | ►
◄◄ | ◄ | 1951. | 1952. | 1953. | 1954. | 1955. | 1956. | 1957. | ► | ►►
Arhitektura • Astronautika • Astronomija • Biologija • Film • Fotografija • Glazba • Kazalište • Kemija • Kiparstvo • Knjige • Književnost • Kršćanstvo • Meteorologija • Medicina • Planinarstvo • Politika • Pravo • Promet • Slikarstvo • Strip • Šport • Televizija • Znanost • Zrakoplovstvo • Željeznički promet
1954. (rim. MCMLIV), bila je 53. godina 20. stoljeća.
U Katoličkoj Crkvi obilježavala se kao Marijanska godina.

## Događaji
- 25. rujna – Mao Ce Tung postao je prvi predsjednik Narodne Republike Kine.
- 4. listopada – U SAD je premijerno prikazan mjuzikl "Amerikanac u Parizu" redatelja Vincentea Minnellija, a prema glazbi Georgea Gershwina. Film je dobio šest Oscara.
- 8. prosinca – Dvadesetipetero srpskih i hrvatskih pisaca i jezikoslovaca potpisali Novosadski dogovor o srpskohrvatskom jeziku.
- 21. prosinca – Osnovan Muzej suvremene umjetnosti u Zagrebu.

## Rođenja
- John M. MacDougal –  američki botaničar i akademik

### Siječanj – ožujak
- 6. siječnja – Riccardo Bosazzi “Ricky”, hrvatski pjevač
- 19. siječnja – Katey Sagal, američka glumica
- 29. siječnja – Oprah Winfrey, američka tv-voditeljica, glumica i filmska producentica
- 30. siječnja – Husein Hasanefendić, hrvatski glazbenik i tekstopisac, predsjednik Hrvatske Glazbene Unije
- 12. veljače – Miljenka Androić, hrvatska glumica
- 15. veljače – Matt Groening, američki crtač stripova
- 17. veljače – Rene Russo, američka glumica
- 18. veljače – John Travolta, američki glumac i producent
- 23. veljače – Dragan Matutinović, hrvatski vaterpolski trener
- 1. ožujka – Ron Howard, američki glumac, redatelj i producent
- 6. ožujka – Harald Anton Schumacher, njemački nogometaš
- 15. ožujka – Milka Tica, hrvatska književnica
- 17. ožujka – Mirko Grgin, hrvatski košarkaš i državni reprezentativac († 2017.)
- 20. ožujka – Ljubo Jurčić, hrvatski ekonomist i političar

### Travanj – lipanj
- 7. travnja – Jackie Chan, kineski glumac
- 10. travnja – Peter MacNicol, američki glumac
- 16. travnja – Zdravko Anić, hrvatski slikar
- 23. travnja – Michael Moore, američki redatelj i producent
- 29. travnja – Jerry Seinfeld, američki stand-up komičar i glumac
- 30. travnja – Nermin Bezmen, turska književnica
- 9. svibnja – Mladen Vasary, hrvatski glumac i kazališni pedagog († 2022.)
- 12. svibnja – Loris Voltolini, hrvatski dirigent († 2021.)
- 1. lipnja – Senna M, bosanskohercegovački glazbenik
- 19. lipnja – Kathleen Turner, američka glumica

### Srpanj – rujan
- 4. srpnja – Berislav Valušek, hrvatski povjesničar umjetnosti
- 16. srpnja – Nicholas Frankau, britanski glumac
- 17. srpnja – Angela Merkel, njemačka političarka
- 15. kolovoza – Stieg Larsson, švedski književnik i novinar († 2004.)
- 16. kolovoza – James Cameron, kanadski filmski redatelj i producent
- 21. kolovoza – Željko Vidaković, hrvatski rukometaš († 2025.)
- 21. rujna – Šinzo Abe, japanski političar i premijer

### Listopad – prosinac
- 1. listopada – Martin Strel, slovenski daljinski plivač
- 2. listopada – Lorraine Bracco, američka glumica
- 3. listopada – Al Sharpton, američki svećenik i aktivist
- 21. listopada – Giorgio Surian, hrvatski operni pjevač
- 26. listopada – James Pickens Jr., američki glumac
- 1. studenoga – Jasmin Stavros, hrvatski pjevač († 2023.)
- 12. studenoga – Frano Lasić, hrvatski pjevač i glumac
- 29. studenoga – Ivan Miklenić, hrvatski katolički svećenik
- 22. prosinca – Vinko Coce, hrvatski pjevač († 2013.)
- 24. prosinca – Božidar Alić, hrvatski glumac († 2020.)
- 28. prosinca – Denzel Washington, američki glumac

### Nepoznati datumi rođenja
- Sanja Pilić, hrvatska književnica
- Jurislav Stublić, hrvatski pjevač i glazbenik

## Smrti

### Travanj – lipanj
- 24. svibnja – Vladimir Becić, hrvatski slikar (* 1886.)

### Listopad – prosinac
- 3. studenog – Henri Matisse, francuski slikar (* 1869.)
- 4. prosinca – Ivo Parać, hrvatski skladatelj i zborovođa (* 1890.)

## Nobelova nagrada
- Fizika: Max Born i Walther Bothe
- Kemija: Linus Carl Pauling
- Fiziologija i medicina: John Franklin Enders, Thomas Huckle Weller i Frederick Chapman Robbins
- Književnost: Ernest Hemingway
- Mir: UNHCR – Ured visokog povjereništva UN-a za izbjeglice

## Vanjske poveznice
|  | Zajednički poslužitelj ima još gradiva o temi 1954. |